# Rory McIlroy PGA Tour
Rory McIlroy PGA Tour  är en golfspel från EA Sports.
Det är den första spelsläppet i EA Sports PGA Tour-serien sedan 1998, som inte hade Tiger Woods som sitt omslagsnamn, utan ersatte honom med Rory McIlroy, som var världens nummer ett när spelet släpptes.